# Перси, Генри, 3-й граф Нортумберленд

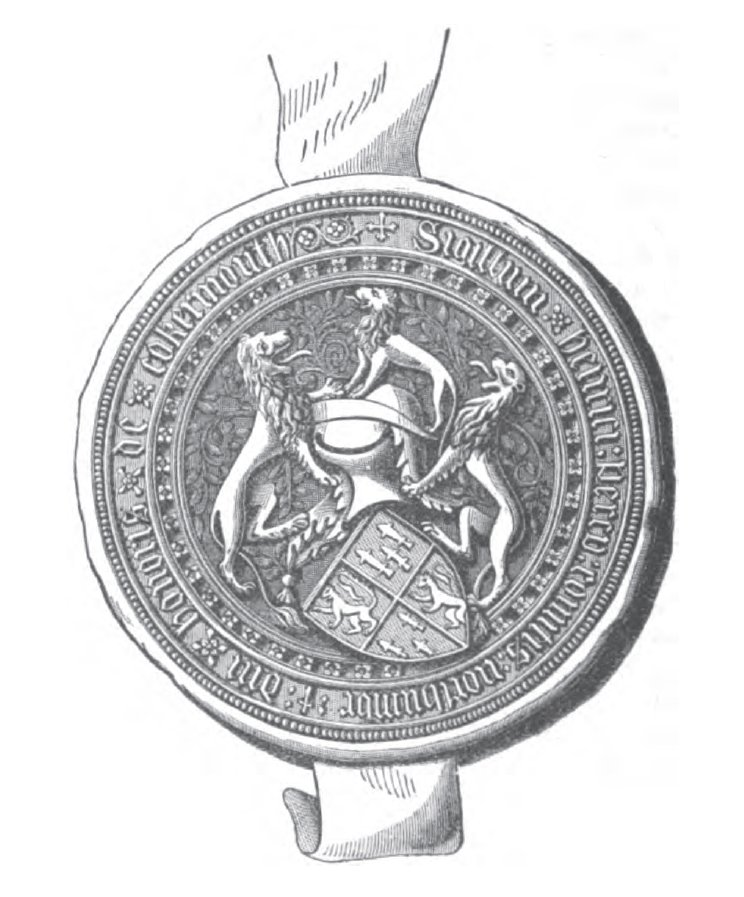
Печать Генри Перси, 3-го графа Нортумберленда

Генри Перси (25 июля 1421, Леконфилд, Йоркшир — 29 марта 1461, Таутон, Йоркшир) — 3-й граф Нортумберленд с 1455 года, английский аристократ и военачальник. Активный участник Войны Алой и Белой Розы.

## Биография
Старший сын Генри Перси, 2-го графа Нортумберленда, и Элеоноры, дочери Ральфа де Невилла, 1-го графа Уэстморленда, и Джоан Бофорт.
В 1426 году Генри Перси был посвящён в рыцари королём Англии Генрихом VI. 1 апреля 1440 года он был назначен на четыре года лордом-смотрителем восточных марок на англо-шотландской границе. В 1445 году вновь получил эту должность, но уже на семь лет.
В мае 1448 года Генри Перси со своим отцом и сэром Робертом Огли вторгся в Шотландию, где англичане сожгли Данбар и Дамфрис. В ответ шотландцы атаковали отцовские замки Алник и Уоркуэрт. Король Англии Генрих VI с армией выступил в поход на север, а из Дарема отправил Генри Перси, лорда Пойнингса, в рейд на шотландское графство Дамфрисшир, во время которого был взят в плен. Вскоре был выкуплен из шотландского плена, продолжал служить с отцом на англо-шотландской границе. В июне 1455 года Генри Перси успешно предотвратил нападение короля Шотландии Якова II Стюарта на замок Бервик.
В мае 1455 года после гибели своего отца в первой битве при Сент-Олбансе Генри Перси унаследовал титул и владения графа Нортумберленда.
30 декабря 1460 года сражался на стороне Ланкастеров в битве при Уэйкфилде. Командовал левым флангом ланкастерской армии 29 марта 1461 года в битве при Таутоне, где был убит. Его титулы и владения были конфискованы.

## Семья и дети
Женат с 25 июня 1435 года на Элеаноре (около 1442 — около 1484), дочери сэра Ричарда Пойнингса из Пойнингса (Суссекс) и его второй жены Элеоноры Беркли, внучке и наследнице 4-го барона Пойнингса. В этом браке родились:
- Генри Перси (1449—1489), 4-й граф Нортумберленд (1473—1489)[1]
- Энн Перси (1444—1522), замужем за сэром Томасом Хангерфордом, затем за сэром Лоуренсом Рейнсфордом, затем за сэром Томасом Воганом[1]
- Маргарет Перси (около 1447 — ?), замужем за сэром Уильямом Гаскойном[1]
- Элизабет (около 1460—1512), замужем за Генри Скрупом, 6-м бароном Скруп из Болтона[1].